# سولمک، گرایت
سولمک (به آلمانی: Sulmeck-Greith) یک منطقهٔ مسکونی در اتریش است که در دویچلندسبرگ واقع شده‌است. سولمک ۱۸٫۶۲ کیلومتر مربع مساحت دارد ۳۲۰ متر بالاتر از سطح دریا واقع شده‌است.